# ウィリアム・ロビンソン (発明家)
ウィリアム・ロビンソン（William Robinson、1840年11月22日 - 1921年1月2日）は、アメリカ合衆国の発明家・電気機械技術者・事業家である。鉄道の信号保安に用いられる最初の軌道回路を発明し、鉄道の安全性と効率性を大きく改善した。

## 生まれと教育
ウィリアム・ロビンソンは、1840年11月22日にアイルランドにおいて生まれた:59。彼は少年時代にアメリカ合衆国に渡り、ニューヨーク・ブルックリン区に住み、以降のほとんどをそこで暮らした。
学士号を1865年に、そして修士号を1868年にウェズリアン大学で受けた。電気工学・機械工学の博士号を1907年にボストン大学で取得した。

## 鉄道信号の発明
ロビンソンは、鉄道用の自動閉塞信号機の開発を1867年に始めた:2。彼の最初のシステムは、フィラデルフィア・アンド・エリー鉄道に1870年に導入された:2。彼は鉄道信号に関する発明で複数の特許を取得した。
- 1870年：自動電気・電気制御式水圧信号システム（アメリカ合衆国）
- 1871年：自動電空電気信号システム（イギリス）
- 1872年：閉路式軌道回路システム（アメリカ合衆国およびフランス）[1]:59–63

配線が切れたりレールが壊れたりする異常を高い信頼性で検知することができることからしばしば「フェイルセーフ」な軌道回路と呼ばれる、ロビンソンの閉路式軌道回路は、鉄道の信号保安に関する重要な発明の1つであり、信頼できる鉄道信号の基礎を築いた。閉路式軌道回路は今もなお広く使われている。
彼は1873年にロビンソン電気鉄道信号会社を設立し、1870年代を通じてアメリカ合衆国中の鉄道に彼の信号システムを設置していった。1870年代半ばにはボストンに住み、ボストン・アンド・ローウェル鉄道、ボストン・アンド・プロビデンス鉄道やそのほかこの地域の鉄道へのシステム導入を監督した。1878年には彼はユニオン電気信号会社を設立した。軌道回路の設計に関する複数の価値のある特許を所有していたこの会社は、新たに設立されたユニオン・スイッチ・アンド・シグナル (US&S) により1881年に買収された:63。

## その他の発明
ユニオン電気信号会社をUS&Sに売却した後、ロビンソンは機械工学の発明などほかの分野に関心を移した。他に重要な発明としては以下のものがある。
- ロビンソンラジアル台車
- 自転車用のコースターブレーキ
- ローラーベアリング式のローラースケート
- 中継電話[1]:59

ウィリアム・ロビンソンは1906年に「鉄道用自動電気・電気制御式水圧信号システム」を著した。

## 専門家として
ロビンソンはアメリカ電気学会(AIEE)フェローであり:50、アメリカ鉄道協会信号部門の名誉メンバーであった。
ロビンソンは1921年1月2日にブルックリンにおいて亡くなった:59。